# Nana Ngalula
Nana Lukengu Ngalula (Kinshasa, 11 agosto 1971) è un'ex cestista della Repubblica Democratica del Congo.

## Carriera
Con lo Zaire ha disputato i Giochi olimpici di Atlanta 1996.